# Torasilus solus
Torasilus solus là một loài ruồi trong họ Asilidae. Torasilus solus được Londt miêu tả năm 2005. Loài này phân bố ở vùng nhiệt đới châu Phi.